# Alcoià
Die Comarca Alcoià ist eine der neun Comarcas in der Provinz Alicante der Valencianischen Gemeinschaft.
Die im Norden gelegene Comarca umfasst 8 Gemeinden auf einer Fläche von 539,66 km².

## Gemeinden
| Gemeinde            | Einwohner (2024) | Fläche km² | Dichte Einw./km² | Cod INE | Postleitzahl       |
| ------------------- | ---------------- | ---------- | ---------------- | ------- | ------------------ |
| Alcoy               | 60.372           | 129,86     | 465              | 03009   | 03801–03804, 03818 |
| Banyeres de Mariola | 7.307            | 50,28      | 145              | 03021   | 03450              |
| Benifallim          | 116              | 13,69      | 8                | 03032   | 03816              |
| Castalla            | 11.622           | 114,60     | 101              | 03053   | 03420              |
| Ibi                 | 24.210           | 62,52      | 387              | 03079   | 03440              |
| Onil                | 7.959            | 48,41      | 164              | 03096   | 03430              |
| Penàguila           | 293              | 49,92      | 6                | 03103   | 03815              |
| Tibi                | 1.803            | 70,38      | 26               | 03129   | 03109              |
| Comarca Alcoià      | 113.682          | 539,66     | 211              | –       | –                  |